# Aleksander Pan
Aleksander Pan (Czaki, Skanderbeg, Skanderbek) – polski herb szlachecki z indygenatu.

## Opis herbu
Opis zgodnie z klasycznymi regułami blazonowania:
W polu czerwonym o bordiurze złotej głowa wezyra tureckiego w kołpaku zielonym, z chwostem błękitnym, o wyłogach różowo-srebrnych nad którymi półksiężyc złoty między dwoma takimiż piórami. 
Klejnot: Trzy pióra strusie przeszyte strzałą.

## Najwcześniejsze wzmianki
Herb zatwierdzony indygenatem w roku 1767 dla Franciszka Floriana Czaki.

## Herbowni
Sanderbeck, Czaki.

### Znani herbowni
Franciszek Florian Czaki, Anicet Czaki .